# Мартин Фриман
Мартин Фриман (енгл. Martin Freeman; Олдершот, 8. септембар 1971) енглески је глумац.

## Биографија
Након низа споредних улога у британским ТВ серијама и филмовима, Фриман ја пажњу публике привукао као Тим Кантербери у Би-Би-Си-јевој ТВ серији У канцеларији, која му је донела номинације за награду Британске телевизијске академије и Британску комичарску награду за најбољег глумца у хумористичкој серији. По завршетку емитовања серије У канцеларији 2003. године, наступио је у ситкомима Хардвер и Робинсонови, а 2005. добио је прву главну филмску улогу у адаптацији култног романа Аутостоперски водич кроз галаксију Дагласа Адамса.
Од 2010. године Фриман игра Џона Вотсона у Би-Би-Си-јевој мини-серији Шерлок, која му је 2014. донела награду Еми за најбољег споредног глумца у мини-серији или ТВ филму. Широј публици такође је познат по улози Билба Багинса у трилогији Хобит Питера Џексона, а за први филм у серијалу освојио је награду Емпајер за најбољег глумца. Године 2014. наступио је у првој сезони серије Фарго, која му је донела номинације за награде Златни глобус и Еми у категорији "Најбоља главна мушка улога у мини-серији и ТВ филму". Фриман је такође један од редовних сарадника редитеља Едгара Рајта и појавио се у сва три филма његове Корнето трилогије, мада је само у научнофантастичној комедији Свршетак света из 2013. тумачио једну од већих улога.

## Филмографија
| Улоге на филму      |                                    |               |                   | |
| Година              | Српски назив                       | Изворни назив | Улога             | Напомена |
| 2002.               | Али Џи                             |               | Рики Си           | |
| 2004.               | У ствари љубав                     |               | Џон               | номинација - Награда Удружења телевизијских филмских критичара за најбољу филмску поставу |
| 2004.               | Шон живих мртваца                  |               | Деклан            | |
| 2005.               | Аутостоперски водич кроз галаксију |               | Артур Дент        | |
| 2006.               | Конфети                            |               | Мет               | |
| 2006.               | Провала                            |               | Сенди             | |
| 2007.               | Посвета                            |               | Џереми            | |
| 2007.               | Добра ноћ                          |               | Гари Шалер        | |
| 2007.               | Пандури у акцији                   |               | наредник          | |
| 2007.               | Усамљена срца                      |               | Прасе             | глас; кратки филм |
| 2007.               | Сви заједно                        |               | Крис Ашворт       | |
| 2007.               | Ђубре                              |               | Кевин             | кратки филм |
| 2007.               | Ноћна стража                       |               | Рембрант          | |
| 2009.               | Божићна представа                  |               | Пол Маденс        | |
| 2009.               | Свинг са Финкловима                |               | Алвин Финкл       | |
| 2010.               | Дивља мета                         |               | Диксон            | |
| 2011.               | Сви моји бивши                     |               | Сајмон            | |
| 2012.               | Гусари! Банда неприлагођених       |               | Гусар са шалом    | глас |
| 2012.               | Хобит: Неочекивано путовање        |               | Билбо Багинс      | Награда Емпајер за најбољег глумца номинација - Награда Сатурн за најбољег глумца (филм) |
| 2013.               | Свршетак света                     |               | Оливер Чемберлајн | |
| 2013.               | Свенгали                           |               | Дон               | |
| 2013.               | Спасавање Деда Мраза               |               | Бернард           | глас |
| 2013.               | Хобит: Шмаугова пустошења          |               | Билбо Багинс      | номинација - Награда Емпајер за најбољег глумца |
| 2013.               | Вурманов проблем                   |               | др Вилијамс       | кратки филм |
| 2014.               | Хобит: Битка пет армија            |               | Билбо Багинс      | |
| 2016.               | Капетан Америка: Грађански рат     |               | Еверит Рос        | |
| 2018.               | Црни Пантер                        |               | Еверит Рос        | |
| 2022.               | Црни Пантер: Ваканда заувек        |               | Еверит Рос        | |
| Улоге на телевизији |                                    |               |                   | |
| 1997.               | Полиција                           |               | Крејг Парнел      | епизода: |
| 1997.               | Овај живот                         |               | Стјуарт           | епизода: |
| 1998.               | Трауматологија                     |               | Рики Бек          | епизода: |
| 1998.               | Скупљање делића                    |               | Брендан           | епизода: |
| 1999.               | Преморен                           |               | власник кола      | |
| 2000.               | Снагатор                           |               | разни ликови      | 6 епизода |
| 2000.               | Књижара                            |               | Доктор            | епизода: |
| 2001.               | Свет пабова                        |               | разни ликови      | 8 епизода |
| 2001–2003.          | У канцеларији                      |               | Тим Кантербери    | |
| 2002.               | Хелен Вест                         |               | Стоун             | 3 епизоде |
| 2002.               | Линда Грин                         |               | Мет               | епизода: |
| 2003.               | Чарлс II: Моћ и страст             |               | Лорд Шафтсбери    | |
| 2003–2004.          | Хардвер                            |               | Мајк              | 12 епизода |
| 2005.               | Робинсонови                        |               | Ед Робинсон       | 6 епизода |
| 2009.               | Момак упознаје девојку             |               | Дани Рид          | мини-серија |
| 2010–2017.          | Шерлок                             |               | др Џон Вотсон     | 13 епизода Награда Еми за најбољег споредног глумца у мини-серији или ТВ филму (епизода: Његов последњи завет) номинација - Награда Еми за најбољег споредног глумца у мини-серији или ТВ филму (епизода: Скандал у Белгравији) |
| 2014−2015.          | Фарго                              |               | Лестер Најгард    | 11 епизода номинација - Награда Еми за најбољег главног глумца у мини-серији или филму номинација - Златни глобус за најбољег глумца у мини-серији или ТВ филму                                                                 |
| 2014.               | Уживо суботом увече                |               | домаћин           | епизода: Мартин Фриман/Чарли Екс-Си-Екс |
| 2022.               | Анџелин                            |               | Харолд Волак      | |
| 2023.               | Тајна инвазија                     |               | Еверит Рос        | 2 епизоде |